# Alvan & Ahez
Alvan & Ahez est un groupe de musique rock-electro français, composé d'Alexis Morvan-Rosius, Marine Lavigne, Sterenn Diridollou et Sterenn Le Guillou. Formé en 2021, il candidate au concours Eurovision France avec la chanson bretonne Fulenn, qui est choisie pour représenter la France au Concours Eurovision de la chanson 2022. C'est la deuxième fois que la France est représentée en breton à l'Eurovision, 26 ans après Dan Ar Braz et Héritage des Celtes.

## Biographie
Le groupe naît de la rencontre d'Ahez, un trio féminin chantant en breton et d'Alvan, un artiste électro rennais, dans un bar à Rennes l'été 2021. Le nom Ahez est issu du nom breton de Carhaix (Ker Ahez), la ville où les trois chanteuses ont étudié, au lycée Diwan. Ahès est une figure mythologique bretonne à la fois décrite comme une déesse et comme une sorcière. Alvan est une contraction du prénom et du nom d'Alexis Morvan. Depuis 2015, le musicien Alexis Morvan s'inscrit dans le courant de la musique électronique en Bretagne, en se produisant notamment au festival Trans Musicales de Rennes en 2021.

 
Les trois chanteuses ont réalisé leur scolarité en immersion linguistique, en école Diwan, où elles se sont rencontrées et ont commencé à chanter en breton. Ainsi, elles ont appris le chant à répondre en kan ha diskan, lié à la danse bretonne et furent formées par Louise Ebrel. Le trio se produit en fest-noz, notamment au festival interceltique de Lorient en 2018 où elles ont formé le groupe EBEN, puis à Yaouank en 2019. Sterenn Diridollou et Marine Lavigne chantent également en duo de leur côté.

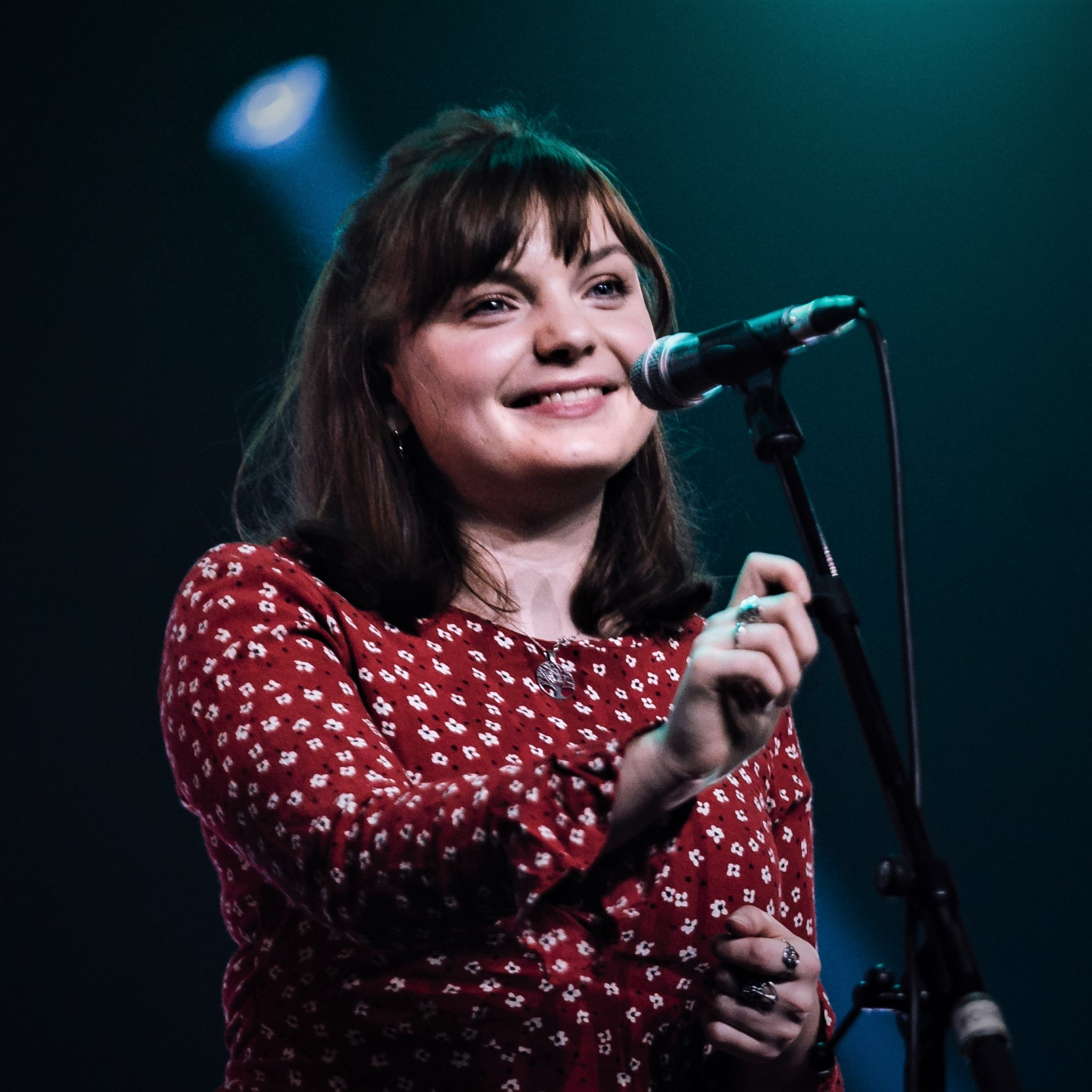
Marine Lavigne
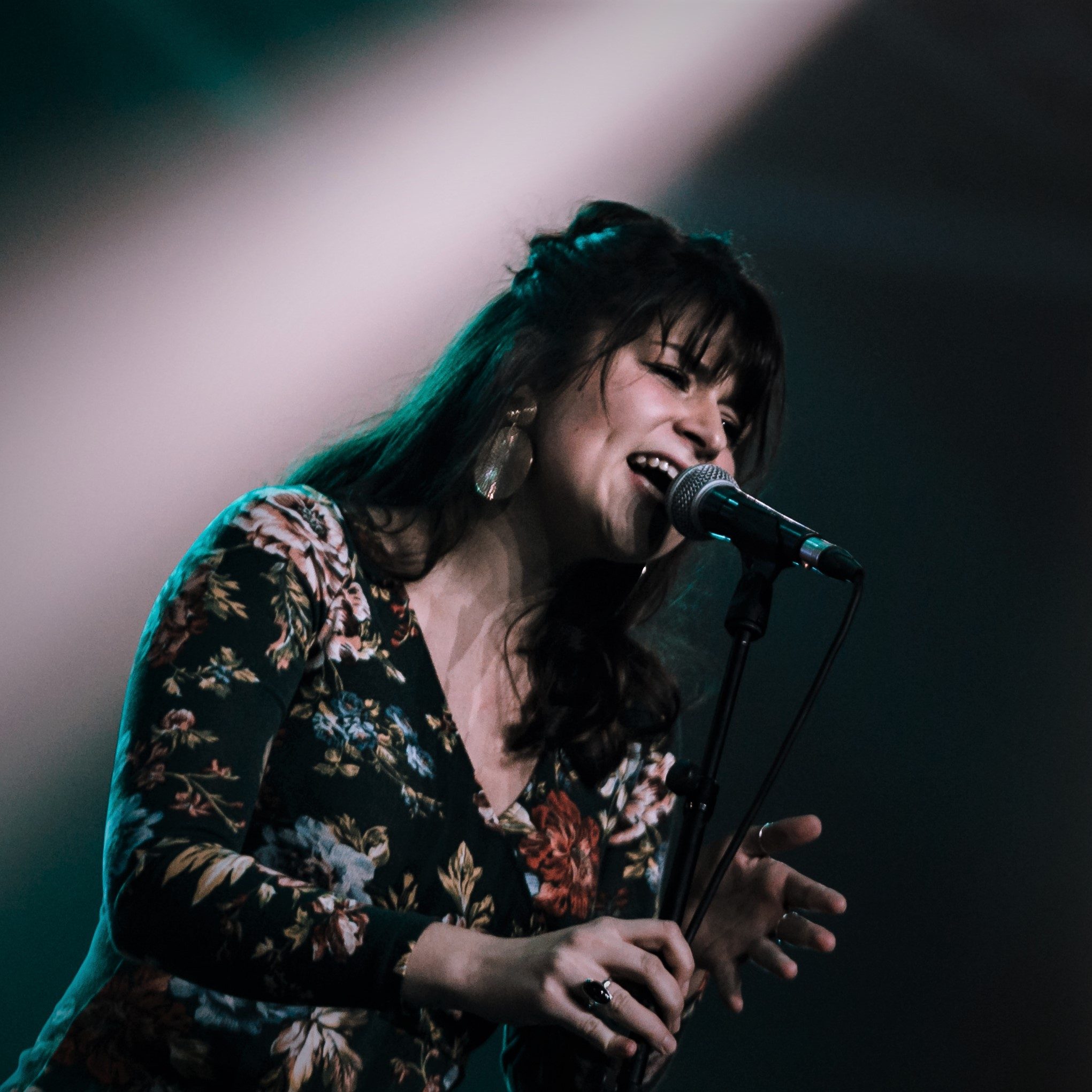
Sterenn Le Guillou
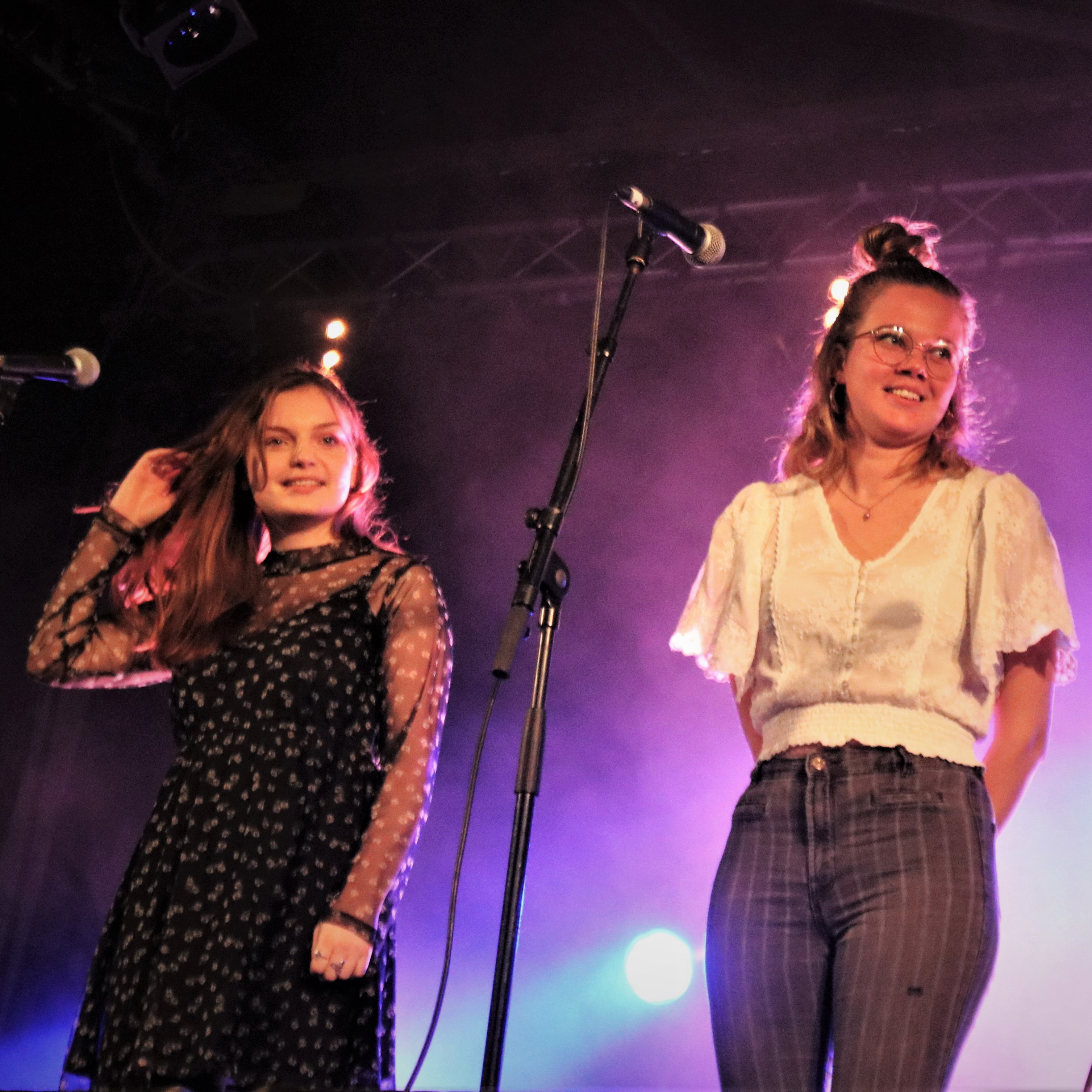
Sterenn Diridollou (à droite)
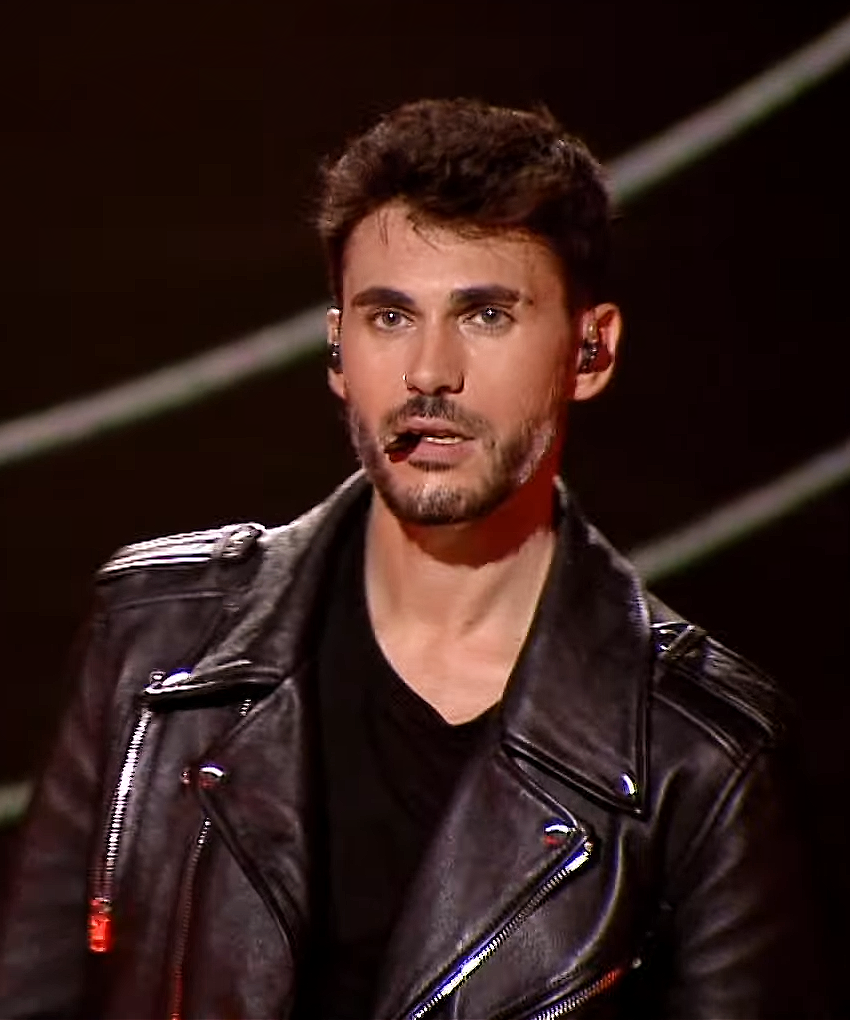
Alvan

## Eurovision
Le 5 mars 2022, le groupe remporte l'émission Eurovision France, c'est vous qui décidez ! avec la chanson Fulenn qui représentera la France au Concours Eurovision de la chanson 2022 à Turin en Italie, le 14 mai 2022.  La chanson arrive en tête des votes du jury de dix personnalités ainsi que du public, « un raz-de-marée » selon les propos d'Alexandra Redde-Amiel, directrice des divertissements de France Télévisions, totalisant 222 points. 
Avec Fulenn, le quatuor veut donner une image moderne de la Bretagne tout en parlant aux autres langues et cultures de France en déclarant que leur musique est « la preuve que la diversité des régions fait la force de la France ». Cette victoire a lieu 50 ans jour pour jour après la diffusion du concert d'Alan Stivell à l'Olympia qui lança le renouveau culturel breton et celtique et 26 ans après la participation de Dan Ar Braz et L'Héritage des Celtes à l'Eurovision 1996.

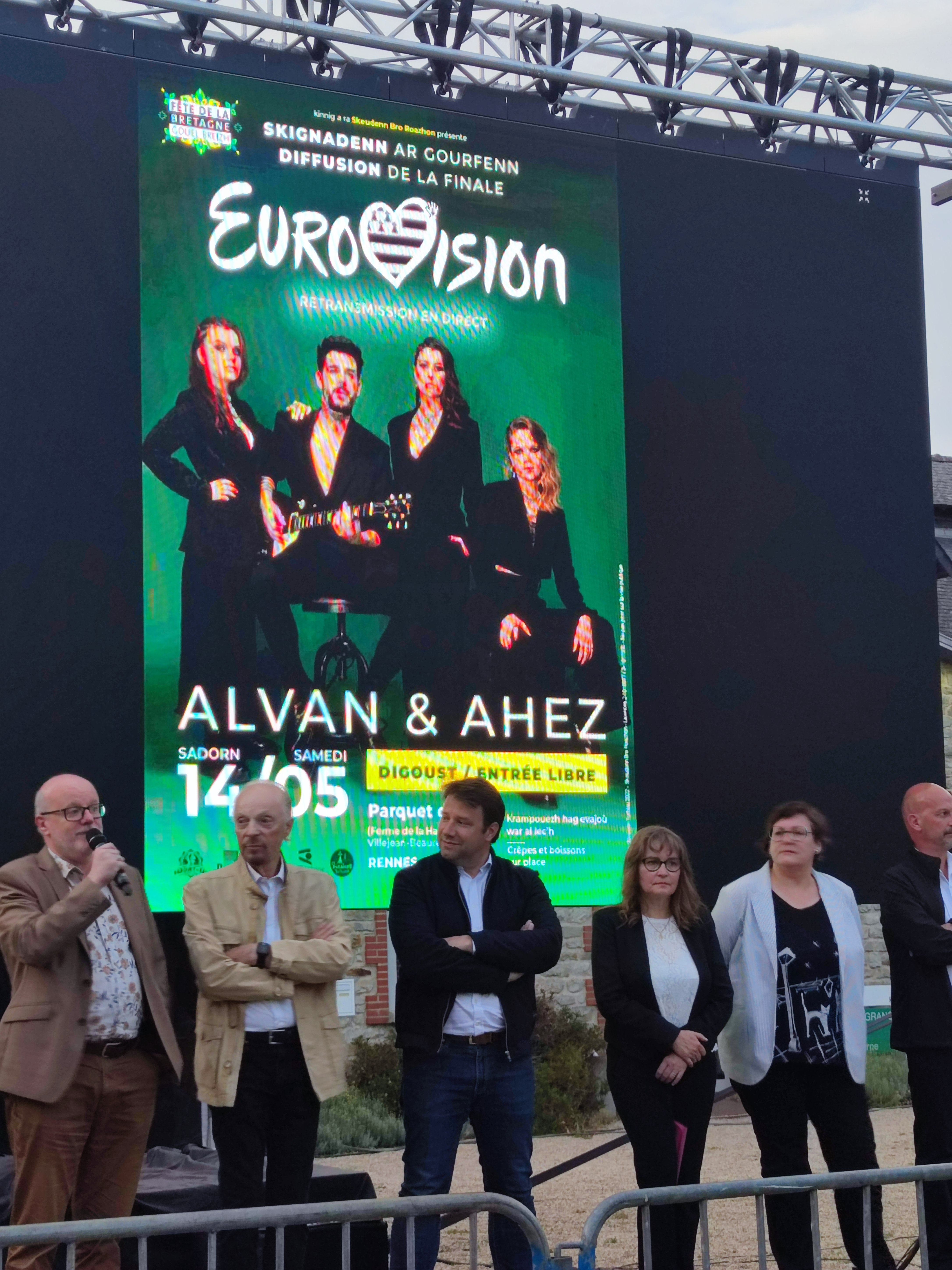
Personnalités politiques, dont le président de la région Bretagne et Alan Stivell en amont de la diffusion de la finale à Rennes.

Les soutiens s'organisent en Bretagne, la finale est retransmise sur écran géant à Rennes et commentée en direct en breton par France 3 Bretagne. Le 14 mai 2022, le groupe termine avant-dernier du Concours Eurovision de la chanson 2022.   
Fulenn a cumulé 12 millions de vues sur YouTube et 9 millions d’écoutes sur Spotify. Ils se sont produits en mai à Paris, lors de la Fête de la Bretagne et en juin à Montpellier, pour la Fête de la musique diffusée sur France 2.

## Récompenses
Pour avoir chanté en breton au concours et promu la diversité, le Gorsedd de Bretagne remet un prix à Alvan & Ahez lors du Gorsedd Digor en juillet. 
Pour avoir représenté la Bretagne, le groupe reçoit une médaille de l’Institut culturel de Bretagne et Ahez chante lors de la remise des colliers de l'ordre de l'Hermine en septembre 2022. Le groupe reçoit la « victoire du public » aux Victoires de la Bretagne 2022, prix parrainé par la Région Bretagne. En mars 2023, le jury des Prizioù, prix de l'avenir de la langue bretonne organisés par France 3 Bretagne et l'Office public de la langue bretonne, leur attribue le premier prix dans la catégorie Brittophones de l'année, remis lors d'une cérémonie télevisée enregistrée à l'opéra de Rennes. Les trois chanteuses, scolarisées au lycée Diwan Karaez, reçoivent la médaille de la ville de Carhaix.